# بوینتون ۵۳۴۵
سیارک ۵۳۴۵ (به انگلیسی: 5345 Boynton، نامگذاری:1981EY8) پنج هزار و سیصد و چهل و پنجمین سیارک کشف شده‌است که در ۱ مارس ۱۹۸۱ کشف شد.
قدر مطلق سیارک برابر ۲۰.۴ است.